# Artur Leonidowitsch Krupin
Artur Leonidowitsch Krupin (russisch Артур Леонидович Крупин; * 22. Januar 1977 in Sanboli, Amurski rajon, Region Chabarowsk) ist ein russischer Verwaltungsleiter. Er ist seit dem 1. April 2021 Verwaltungschef des Stadtkreises Jantarny in der Oblast Kaliningrad.

## Leben
Im Jahr 1999 absolvierte er die Staatliche Technische Universität Kaliningrad als Bauingenieur. Seit 2003 war er in der Kaliningrader Stadtverwaltung tätig, zunächst in der Bauabteilung im Komitee für Bauwesen und Verkehr. Im Jahr 2005 absolvierte er die Moskauer Offene Soziale Universität in der Fachrichtung Jura. Danach war er bis 2011 Leiter des der Stadtverwaltung unterstelltem Unternehmen für die Steuerung der Bauinvestitionen. In diese Zeit fiel u. a. die Sanierung des prud Werchni (Oberteich). Im Jahr 2010 absolvierte er mit Auszeichnung die Fakultät für staatliche und kommunale Verwaltung an der Russischen Akademie für Volkswirtschaft und Öffentlichen Dienst beim Präsidenten der Russischen Föderation. Im Jahr 2012 wurde er zunächst stellvertretender Leiter und dann Leiter des Komitees für Architektur und Bauwesen. In dieser Funktion war er gleichzeitig stellvertretender Vorsitzender der Kaliningrader Stadtverwaltung. Nach einer Umstrukturierung im Jahr 2018 wurde er Leiter des Komitees für territoriale Entwicklung und Bauwesen, was mit dem Verlust der Stellvertreterrolle in der Stadtverwaltung einherging. Im Oktober 2020 warf ihm die Verwaltungschefin Jelena Djatlowa Verschwendung vor. Im März 2021 gab er seinen Posten auf und wurde mit Wirkung zum 1. April 2021 zum neuen Verwaltungschef des Stadtkreises Jantarny gewählt.

## Privates
Artur Krupin ist verheiratet und hat vier Kinder.

## Auszeichnungen
- Im Jahr 2001 wurde ihm die Lebensretter-Medaille «За спасение погибавших» verliehen, nachdem er einen Säugling aus einer brennenden Nachbarwohnung geborgen hatte.[3]